# デロルト

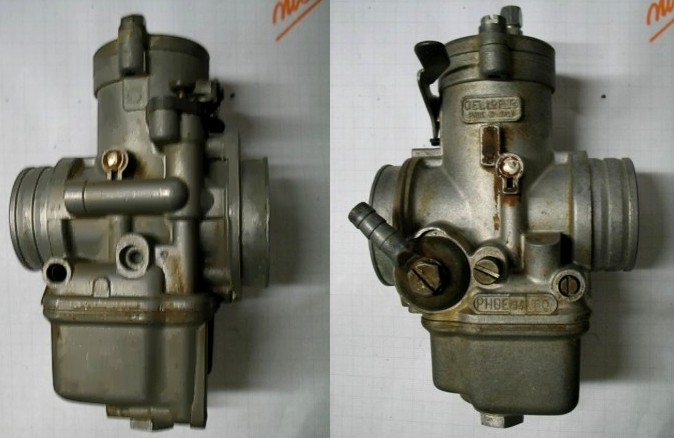
デロルトPHBE34RD

デロルト（Dell'Orto ）はイタリアの自動車及びオートバイ用の部品メーカー。主な製品はキャブレターとインジェクションシステム。本社はロンバルディア州コモ県カビアーテに所在する。日本語ではデルオルトと表記されることもある。
自動車用キャブレターの製造は終了しているが、オートバイ用の製造・供給は続いており、ハーレーダビッドソン・ジレラ・アプリリア等には数多く装着されている。

## 歴史
- 1933年 - ガエタノ・デロルトによって「ガエタノ・デロルトと息子達の会社」（Società anonima Gaetano Dell'Orto e figli ）として創業。自動車の純正キャブレターとして採用され、第二次世界大戦前までにはレーシングバイクにも多く装着されるようになっていた。
- 1960年代から - フィアット、アルファロメオなどのメーカー純正キャブレターとして採用された。
- 1975年 - ロータス・エスプリの純正キャブレターとして採用され、1980年には市販車では珍しいキャブターボになった。
- 1980年代初頭 - ガエタノの息子ルイージがインジェクションシステム部門をスタート。
- 1992年 - 装着率の高かったロータスやアルファロメオが全車インジェクションに切り替わり、自動車への純正供給を終了。